# يهود بخارى
يهود بخارى ويسمون أيضاً يهود بنياي وهم اليهود ألذين كانوا يتواجدون ويعيشون في منطقة وسط آسيا وقد سميوا يهود بخارى نسبةً لمدينة بخارى، الموجودة حالياً في أوزبكستان، تعود أصول هؤلاء اليهود إلى يهود فارس حيث هاجروا من هناك إلى وسط آسيا وكانوا بتكلمون بالبوخورية وهي لهجة من اللغة الطاجيكية الفارسية، هاجر الكثير من هؤلاء اليهود فيما بعد إلى أوروبا و الولايات المتحدة و إسرائيل وقد لقي الكثير من هؤلاء اليهود حتفهم في الهولوكوست ومنهم من إعتنق الإسلام وبقيوا في بلدانهم.